# Nasobelba undosa
Nasobelba undosa är en kvalsterart som beskrevs av Sandór Mahunka 2005. Nasobelba undosa ingår i släktet Nasobelba och familjen Suctobelbidae. Inga underarter finns listade i Catalogue of Life.